# A5 (Italië)
De Autostrada A5, ook wel in het Italiaans Autostrada della Valle d'Aosta en in het Frans Autoroute de la Vallée d'Aoste genoemd, is een autosnelweg in het noordwesten van Italië. De snelweg is 140 kilometer lang en verbindt Turijn via Aosta met de Mont Blanctunnel naar Chamonix-Mont-Blanc en Genève.
Tevens bestaat er vanuit Aosta de mogelijkheid om via de SS27 naar de Grote Sint-Bernhardtunnel te rijden, waardoor de A5 indirect ook een verbinding vormt tussen Turijn en Zwitserland.

Detailkaart

## Tol
De A5 is een tolweg met een gesloten ticketsysteem tussen Turijn-Noord en Aosta. De rest van de snelweg tot Courmayeur maakt deel uit van een open tolsysteem, waarbij reeds vanaf het tolstation van Aosta tot de Mont Blanctunnel vooruit betaald wordt.